# Camponotus concavus
Camponotus concavus é uma espécie de inseto do gênero Camponotus, pertencente à família Formicidae.